# Val Avery
Val Avery, geboren als Sebouh Der Abrahamian (Philadelphia, 14 juli 1924 - Greenwich Village, 12 december 2009) was een Amerikaans karakteracteur in talloze speelfilms en televisieshows.
Aanvankelijk speelde hij toneel bij de Armeense jeugdfederatie. Zijn opvallende uiterlijk en zijn ruwe, maar kwetsbare persoonlijkheid werden aangewend door de makers van de televisiereeks Columbo met acteur Peter Falk en regisseur John Cassavetes.
Avery speelde de rol van inbreker die samenspande met Columbo om een andere misdadiger te vatten, een adjunct-politiecommissaris, in A Friend in Deed (1974), in een regie van een medewerker van Cassevetes, Ben Gazzara. Hij deed ook mee in de andere Columbo-films, Dead Weight (1971), The Most Crucial Game (1972) en Identity Crisis (1975). Avery was verder te zien in Cassavetes' Too Late Blues (1961), Faces (1968), Minnie and Moskowitz (1971), The Killing of a Chinese Bookie (1976) en Gloria (1980).
Avery was te zien in alle soorten films, van The Long, Hot Summer (1958), The Magnificent Seven (1960), Requiem for a Heavyweight (1962), Hombre (1967) The Wanderers (1979) en Donnie Brasco (1997) tot televisieshows als Gunsmoke, The Twilight Zone, The Munsters en Law & Order.